# Pałac w Julinie
Pałac w Julinie – zespół pałacowy, położony na terenie obszaru leśnego Julin, który stanowi część wsi Wydrze w gminie Rakszawa.
Pałac myśliwski zbudowany został przez II ordynata łańcuckiego – Alfreda Potockiego. Na cześć hr. Julii założono w 1845 folwark i małą osadę Julcin, czyli Julin. Budowę zespołu ukończono w 1880 r., w 1923 założono wodociągi, a w 1925 zbudowano elektrownię. W skład zespołu wchodzą: pałacyk myśliwski, służbówka zwana „dyrektorówką” lub „adiunktówką”, budynek kuchni i lodownia. Od 1996 r. zespół pozostaje w użytkowaniu Muzeum-Zamku w Łańcucie.
Pałacyk zbudowany jest w stylu tyrolsko-szwajcarskim z modrzewiowych płazów. Ściany nie są szalowane, a tylko narożniki odeskowane pionowo. Wzniesiony został na rzucie zbliżonym do litery „T”. Częściowo dwukondygnacyjny, w części północnej i południowej parterowy, nakryty jest dachem o skomplikowanej formie, złożonym z kilku dachów dwuspadowych nad poszczególnymi członami budynku. W dachu dekoracyjne kominy i wieżyczka-belweder. Zachowała się dekoracja architektoniczna: ażurowe obramowania okien i drzwi, naczółki okienne, ozdobne szczyty, balkony, balustrady i okapy dachowe. Wewnątrz bogaty wystrój: stolarka okienna i drzwiowa, boazerie, ozdobne stropy, piece i kominki, kute balustrady, szafy biblioteczne.
Potoccy wypoczywali tu wśród zieleni, jeździli na polowania, organizowali przyjęcia, na których pojawiały się znane osobistości, jak np. książę Stanisław Radziwiłł, arcyksiążę Rudolf czy arcyksiążę Franciszek Ferdynand.

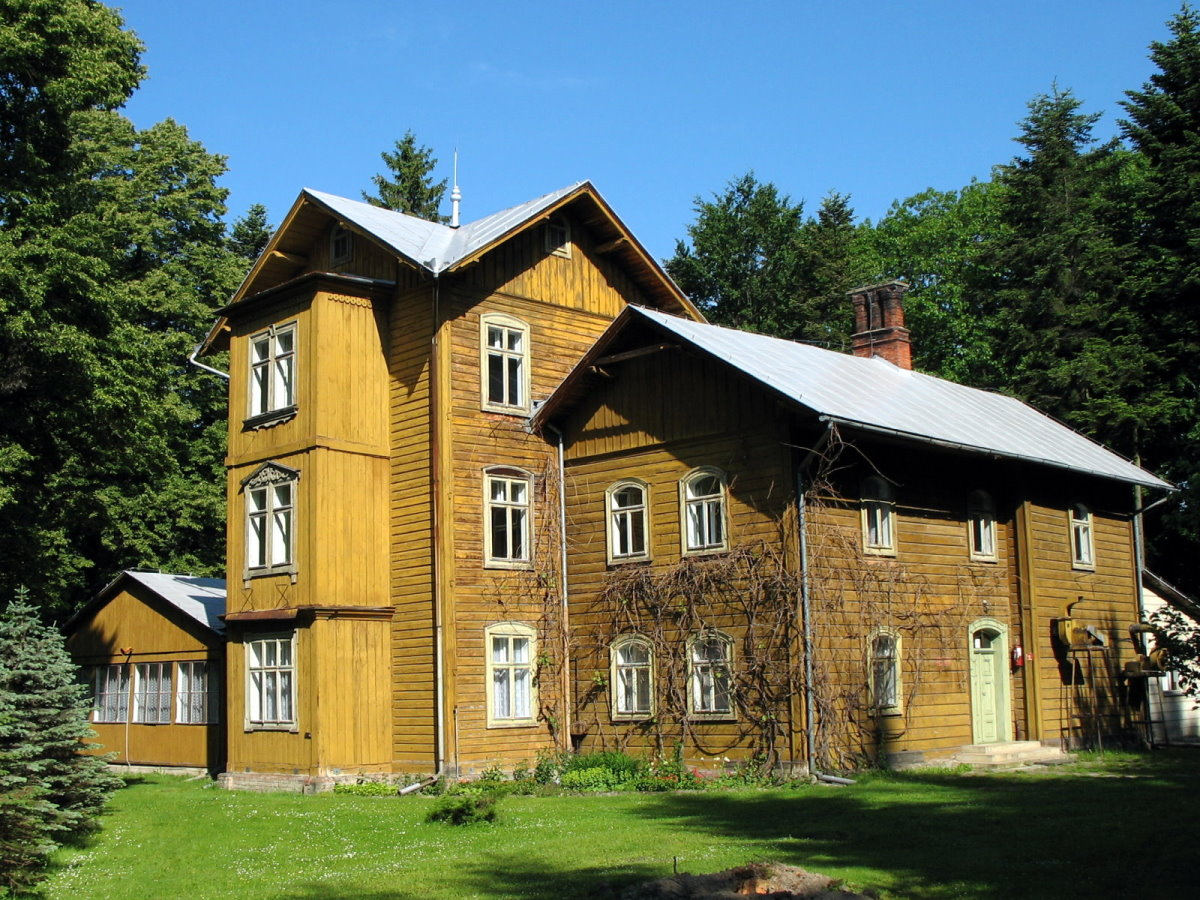
Pawilon kuchenny
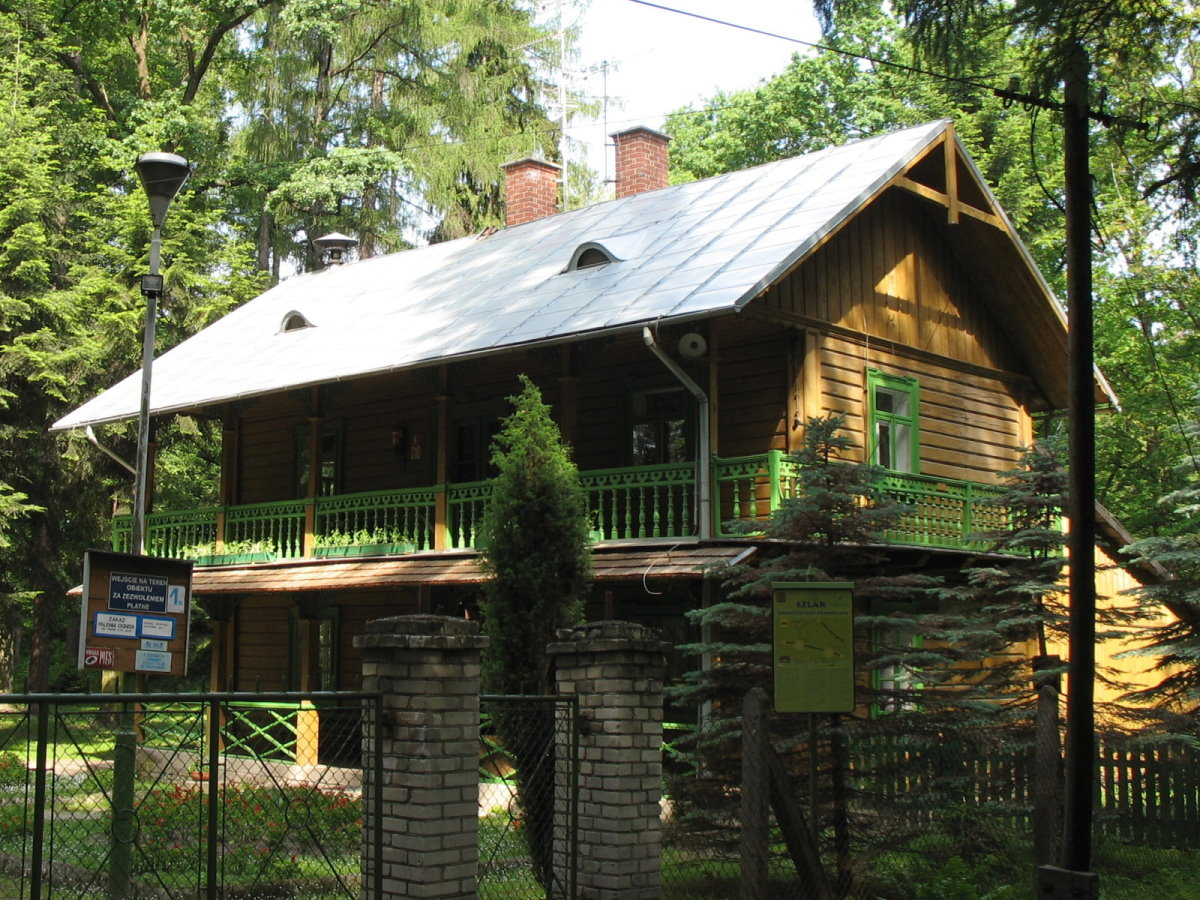
"Dyrektorówka"
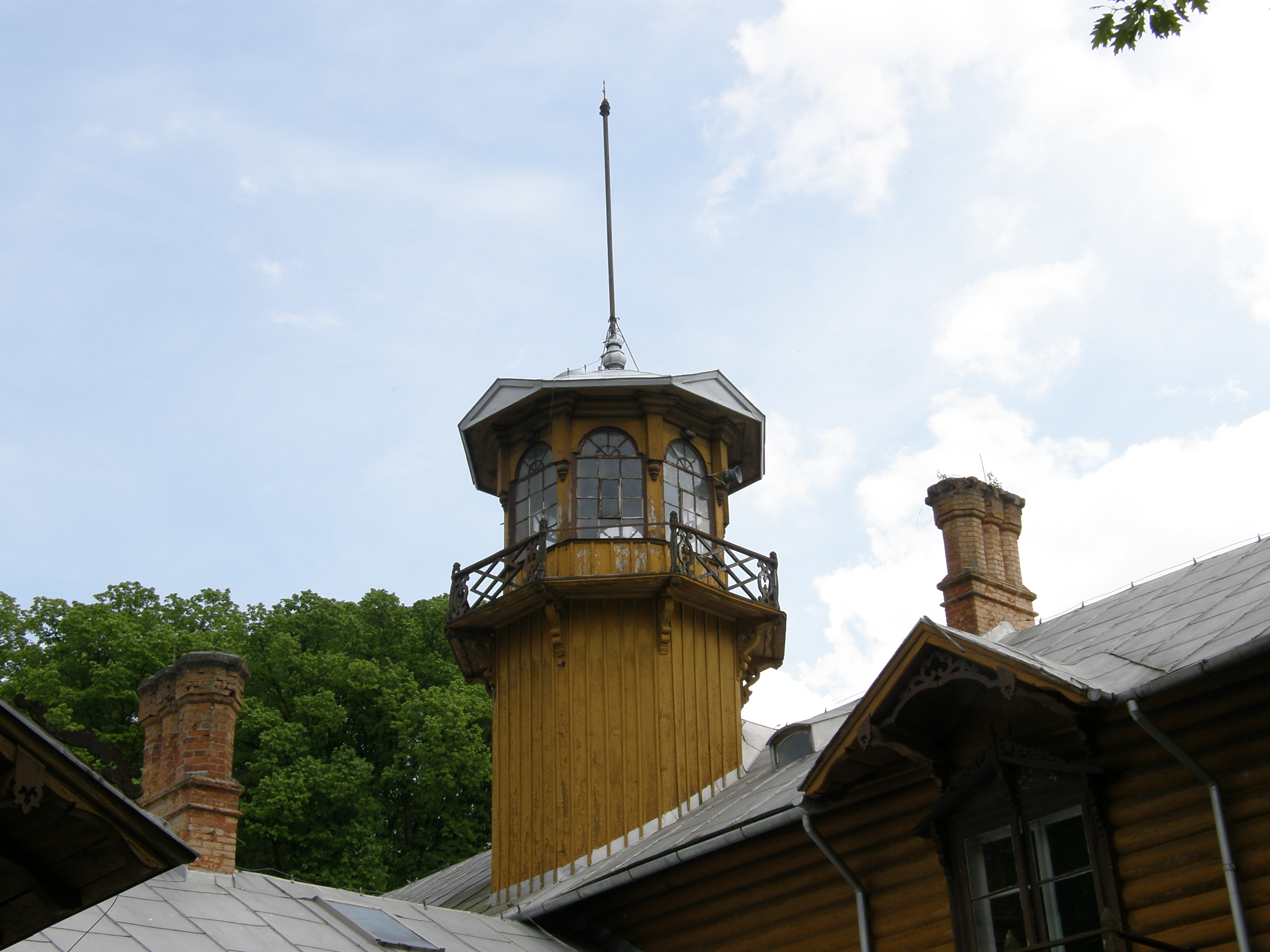
Wieżyczka-belweder
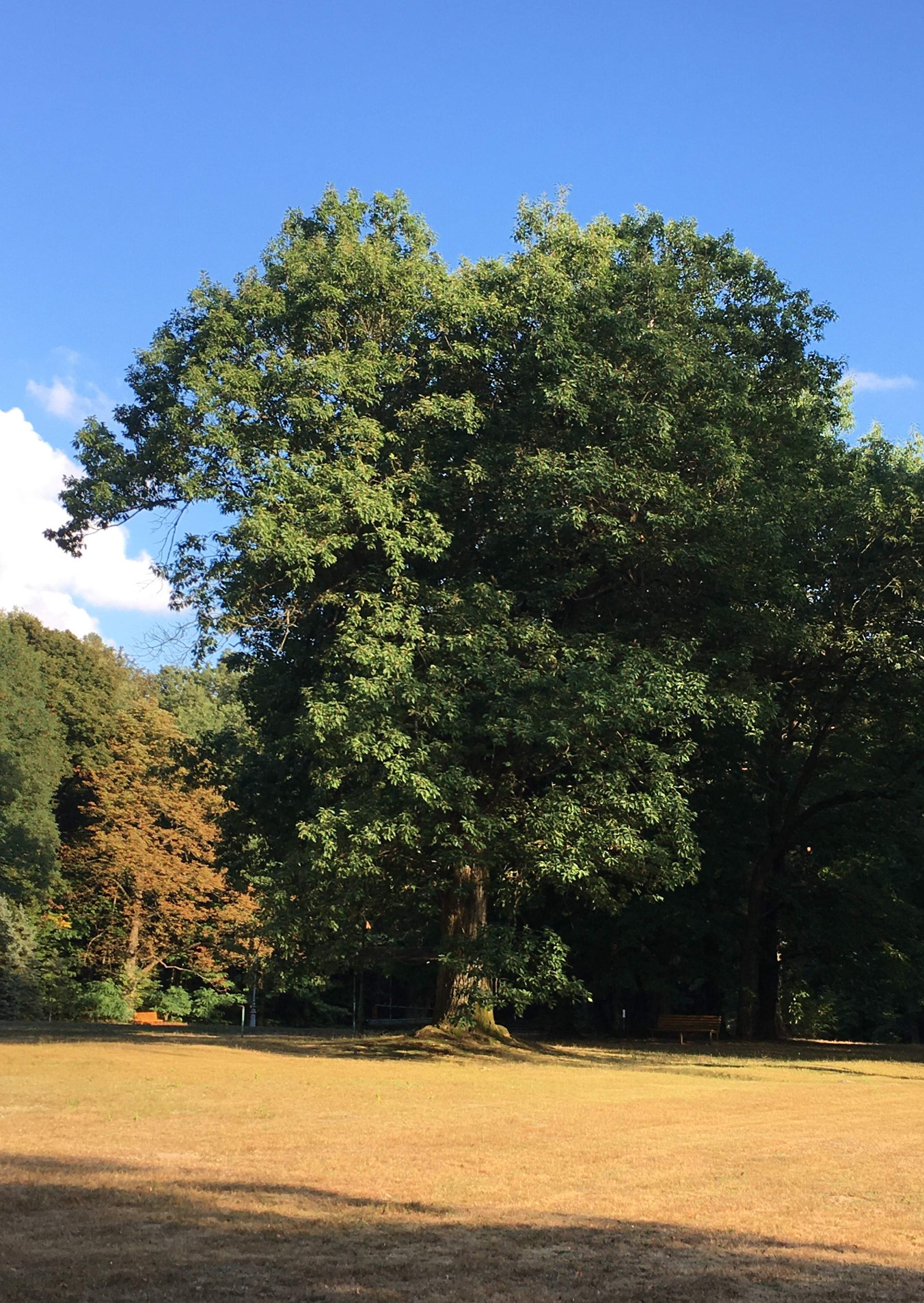
Park pałacowy

W pobliżu pałacu znajduje się Ośrodek Jazdy Konnej oraz leśna plantacja nasienna Nadleśnictwa Leżajsk.